# Джан Мария Висконти
Джан Мария Висконти (итал. Giovanni Maria Visconti; 7 сентября 1388 — 16 мая 1412) — 2-й герцог Миланский; сын Джан Галеаццо Висконти от брака с Катериной Висконти.
Когда в 1402 году от чумы умер отец, Джан Марии Висконти было всего 13 лет, поэтому его мать стала регентом. Герцогство распалось, борьбу между собой вели различные фракции, нанимавшие «солдат удачи», из которых самым удачливым оказался кондотьер Фачино Кане. Этот наёмник сумел вызвать у Джан Марии подозрения по отношению к регенту, и Катерина была заключена в замок Монца, где умерла 17 октября 1404 года (по одной версии — от яда, по другой — от чумы).
В 1408 году Джан Мария Висконти женился на Антонии Малатеста, дочери Карло I Малатеста.
Джан Мария Висконти был знаменит своими собаками, которых он тренировал для охоты на людей.
Рассказывают, что в мае 1409 года, когда во время войны толпа закричала ему: «Мира! Мира!», то он приказал солдатам напасть на них, и солдаты убили двести человек. После этого он запретил произносить слова «война» и «мир», и даже священнослужители были вынуждены во время мессы говорить «dona nobis tranquillitatem» (с лат. — «даруй нам спокойствие») вместо «pacem».
Против герцога был составлен заговор, и когда Фачино Кане серьёзно заболел и лежал при смерти в Павии, Джан Мария Висконти был убит перед церковью Сан-Готтардо. Умирающий Фачино Кане заставил своих офицеров присягнуть, что они поддержат в качестве преемника Филиппо Мария Висконти; также он настоял, чтобы его жена Беатриче после его смерти вышла замуж за Филиппо Марию.

## Упоминание в литературе
Джан Мария Висконти упомянут в книге Оскара Уайльда «Портрет Дориана Грея» среди «тех, кого Пресыщенность, Порок и Кровожадность превратили в чудовищ или безумцев» : 

Джан Мария Висконти, травивший людей собаками; когда он был убит, труп его усыпала розами любившая его гетера. — lib.ru/WILDE/doriangray.txt
Является вместе со своими собаками одним из персонажей новеллы Сабатини "Беларион", действие которой происходит, в том числе, в Милане начала XV века.